# Pierre Porcher
 (mai 2025).
Si vous disposez d'ouvrages ou d'articles de référence ou si vous connaissez des sites web de qualité traitant du thème abordé ici, merci de compléter l'article en donnant les références utiles à sa vérifiabilité et en les liant à la section « Notes et références ».
Pierre Porcher est un médecin radiologiste français, né le 13 janvier 1897 à Charenton-le-Pont et mort 29 juin 1980 à Auray.

## Biographie
Pierre Charles Emmanuel Porcher est le fils du Pr Charles Porcher et de Berthe Mollereau. Après sa scolarité au lycée Ampère, il suit ses études à la faculté de médecine de Lyon. Il s'engage dans l'Armée en 1915 et est nommé médecin auxiliaire. Reprenant ses études, il est reçu docteur en médecine en 1921 et s'installe comme radiologiste. 
Il devient chef de service de radiologie à l'hôpital des Enfants-Malades.
Aux côté d'Henri Beclère, il rédige un volume sur la radiologie abdominale d'urgence, complément du précis d'Henri Mondor sur les diagnostics abdominaux d'urgence, et réalise la première bibliothèque de microfilms radiologiques dès 1929 . Réalisant des travaux sur les comportements de l'estomac et du duodénum, il utilise la morphine comme modificateur. Avec Pierre Duval et Beclère, il développe le dépistage de nombreuses affections de l'estomac, du duodénum et du jéjunum. Il invente, avec Jacques Caroli, la radio-manométrie per-opératoire des voies biliaires et est, avec Jacques Chalut, à l'origine de l'essor de la radiologie vasculaire, de la spléno-portographie et de l'artériographie viscérale. 
Il est élu à l'Académie de chirurgie en 1952 et membre libre de l'Académie de médecine en 1957.

## Travaux
- Radio-diagnostics urgents, 1943

## Distinctions
- Officier de la Légion d'honneur

## Sources
- Guy Pallardy, Marie-José Pallardy, Auguste Wackenheim, Histoire illustrée de la radiologie, 1989
- Michel Dupont, Dictionnaire historique des médecins dans et hors de la médecine, 1999